# Cmentarz Poniemuński
Cmentarz Poniemuński (lit. Panemunės kapinės) – cmentarz w Kownie, w dzielnicy Poniemuń, przy ul. Tylos 10. 
Na cmentarzu zostali pochowani m.in. prezydent Litwy Aleksandras Stulginskis z małżonką, Jurgis Dobkevičius i Adomas Grinevičius. Po likwidacji cmentarza karmelickiego w Kownie na cmentarzu Poniemuńskim złożono szczątki pilotów Steponasa Dariusa i Stasysa Girėnasa. 